# Usus
L'usus, precedente storico nel diritto romano dell'usucapione (come la sua stessa denominazione chiaramente indica), era un meccanismo acquisitivo di ogni situazione di potere per l'esercizio concreto dello stesso per un anno o un biennio (secondo la regolamentazione delle XII Tavole).
Si differenziava dall'usucapione in quanto quest'ultimo fu costruito dai giuristi come modo d'acquisto (a titolo originario) della proprietà (e solo di questa) basato sul perdurare del possesso di una res corporalis per un determinato periodo di tempo. Si richiedeva un anno per acquistare la proprietà dei beni mobili ed un biennio per i beni immobili, termini per il compimento dell'usucapione che rimasero identici a quelli per l'usus.
Applicazione particolare dell'usus fu quella dell’usus maritalis che permetteva di acquistare il potere di manus sulla donna, facendola così entrare nella familia del marito.
L'usus maritalis fu utilizzato per costituire la donna in mano nel caso in cui il potere di manus non era stato costituito né per confarreatio né per coemptio.
Si acquisiva la mano sulla donna dopo una convivenza prolungatasi per un anno. Per evitare tale risultato la donna poteva fare ricorso alla trinoctis usurpatio (o semplicemente trinoctium), ovvero allontanarsi ogni anno per tre notti dalla casa coniugale.